# Plage nudiste

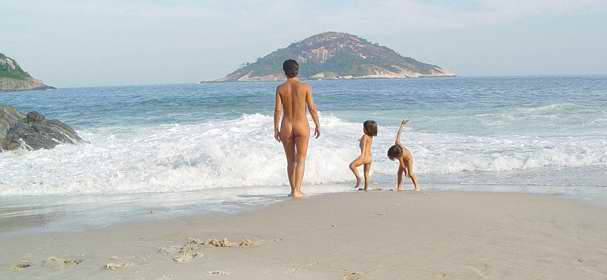
Famille naturiste sur la Plage d'Abricó de Rio de Janeiro

Une plage nudiste ou plage naturiste est une plage où peut se pratiquer la nudité, pouvant s'agir de nudisme ou de naturisme. Cette pratique peut être officialisée, tolérée voire interdite selon les législations adoptées par les pays ou les collectivités locales.

## Définitions

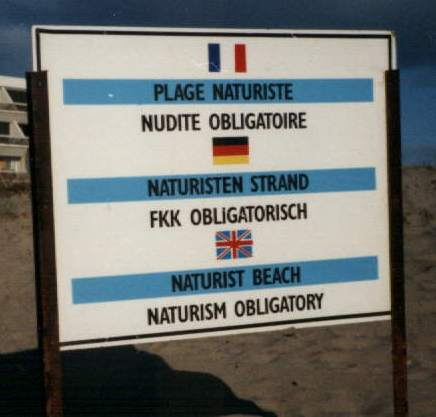
Panneau rappelant la nudité obligatoire sur une plage du Cap d'Agde

Le nudisme est défini comme une pratique de la nudité alors que le naturisme est considéré comme une forme d'éthique, voire une philosophie, que le congrès mondial de la Fédération naturiste internationale, en 1974, définit comme « une manière de vivre en harmonie avec la nature, caractérisée par une pratique de la nudité en commun qui a pour but de favoriser le respect de soi-même, le respect des autres et celui de l’environnement ».
Ainsi, une plage nudiste est une plage où la nudité complète est pratiquée par ses occupants. Elle n'a pas nécessairement de statut officiel. Une plage naturiste est officialisée par une institution (exemple : une municipalité) et peut parfois dans certains pays être gérée par une association naturiste ou un centre de vacances naturiste. Elle est souvent matérialisée sur place par des panneaux précisant « plage naturiste » ou par exemple en France avec le label « Plage FFN » de la Fédération française de naturisme.

## Législation

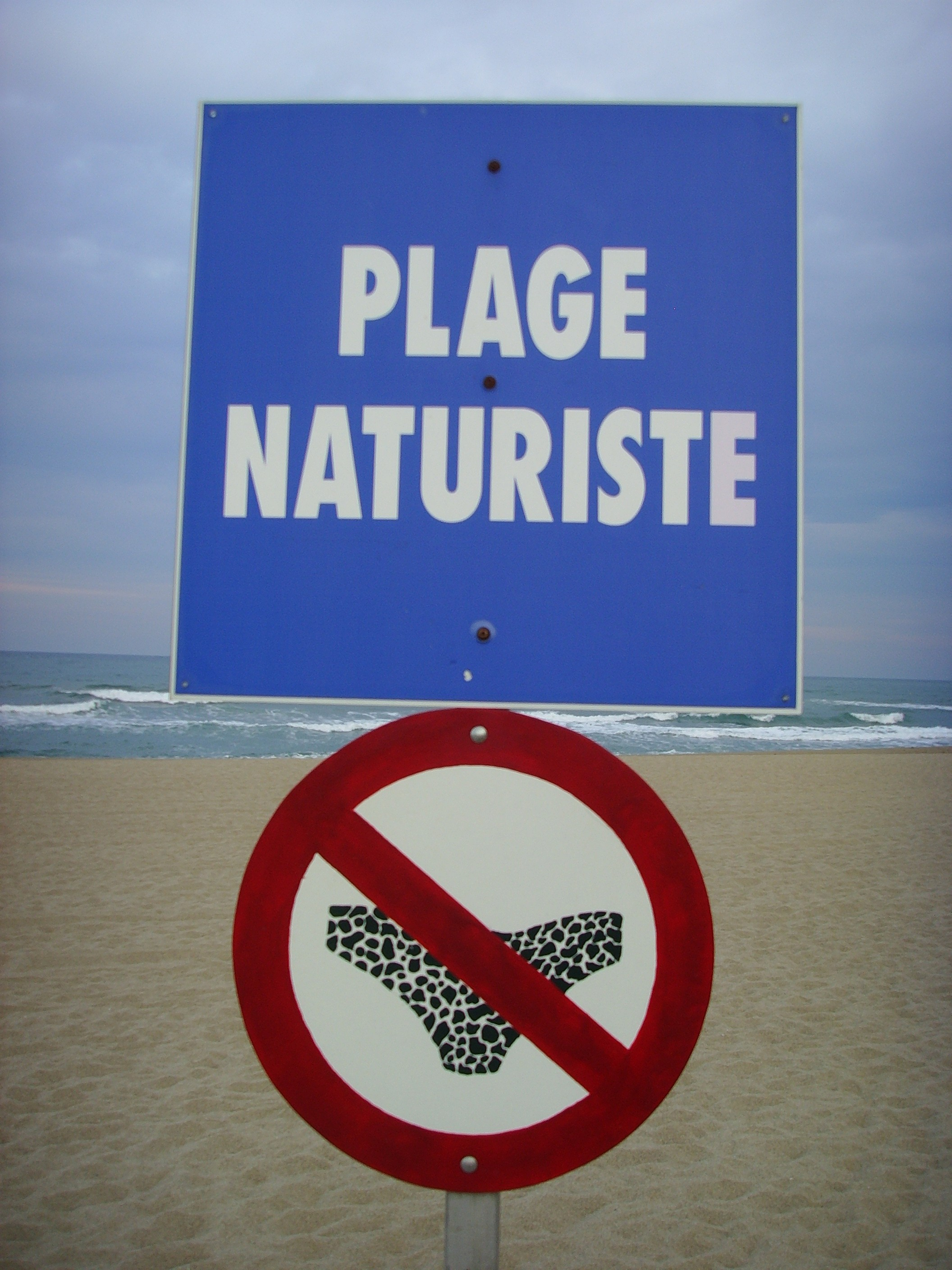
Panneau à Port Leucate. Original, l'avertissement rappelle l'interdiction du port du maillot de bain, mais signifie en réalité l'interdiction du port de tout vêtement.

### En Europe
La présence des plages nudistes autorisées ou tolérées au sein de l'Union européenne reste soumise à la législation en vigueur. Ainsi, pour la Finlande, le nudisme est légal en tous lieux et toutes circonstances ; dans les pays germaniques (Allemagne, Autriche), la nudité est « autorisée partout sauf là où elle est explicitement interdite ».
Dans la partie méditerranéenne, en Espagne, l'article concernant la nudité a été aboli en 1993. Pour l'Italie et le Portugal, la pratique reste très encadrée, de même qu'en Belgique ou encore en Pologne.

#### En France
En France, la loi littoral de 1986, et les arrêtés municipaux régissent les différentes pratiques sur la plage.
Certaines plages naturistes sont officialisées par arrêtés municipaux ou d'autres arrêtés dans certains cas. Sur ces plages le naturisme est défini par l’arrêté. En dehors de ces autorisations, la pratique du nudisme relève d'un usage. Le naturisme peut aussi être interdit par arrêté. En dehors des arrêtés il n'existe aucune loi interdisant le naturisme ou le nudisme.
Ainsi, il ne faut pas confondre le nudisme qui est le simple fait de se mettre nu sur une plage et le délit cité dans le Code pénal concernant « l'exhibition sexuelle imposée à la vue d'autrui dans un lieu accessible aux regards du public est punie d'un an d'emprisonnement et de 15000 euros d'amende ». Cependant, une circulaire du 14 mai 1993 du ministère français de la Justice précise que « l’incrimination a été formulée de manière à écarter toute possibilité de poursuites à l’encontre de personnes se livrant au naturisme dans des lieux spécialement aménagés à cet effet ».
Les plages françaises peuvent parfois faire l'objet d'une concession (plages privées), notamment par l'intermédiaire du décret no 2006-608 ; cependant, celui-ci n'aborde pas la question de l'activité nudiste.
En règle générale, l'autorisation du nudisme n’entraîne pas son obligation, ces plages restant accessibles aux utilisateurs vêtus (promeneurs, observateurs de la nature, pratiquants sportifs ou tout simplement baigneurs). Une exception cependant étant le littoral de l'île du Levant sur la commune d'Hyères-les-Palmiers qui est « strictement réservé aux naturistes » et où « le nudisme intégral est de règle ».

## Les plages nudistes

### Dans le monde
En 2009, le géographe Emmanuel Jaurand relève la présence de plages nudistes autorisées dans 43 pays dans le monde, situés pour l'essentiel en Europe (dont l'essentiel dans l'Union européenne) et en Amérique. Quelques pays observent une certaine tolérance à l'égard de ce type de lieux, citant la Chine, l'Indonésie, la Turquie ou encore le Costa Rica. Enfin, sur le reste de la planète, celles-ci ne semblent pas avoir « d’existence officielle (…) ou d’existence tout court ». Dans ces derniers cas, lorsqu'elles existent de manière non officielle, elles sont situées à proximité des stations balnéaires internationales.
Onze pays du continent américain autorisent les plages nudistes.
Ailleurs dans le monde, on trouve des plages officielles en Australie, en Israël, et en Afrique du Sud. En Nouvelle-Zélande on peut aller tout nu sur aucune plage où la nudité est connue, donc il n'y a pas de plages nudistes officielles. La première plage sud-africaine a été autorisée en 2015 dans la réserve naturelle de Mpenjati, situé sur la côte sauvage sud-africaine, à quelque 150 km de Durban,,.

### En Europe

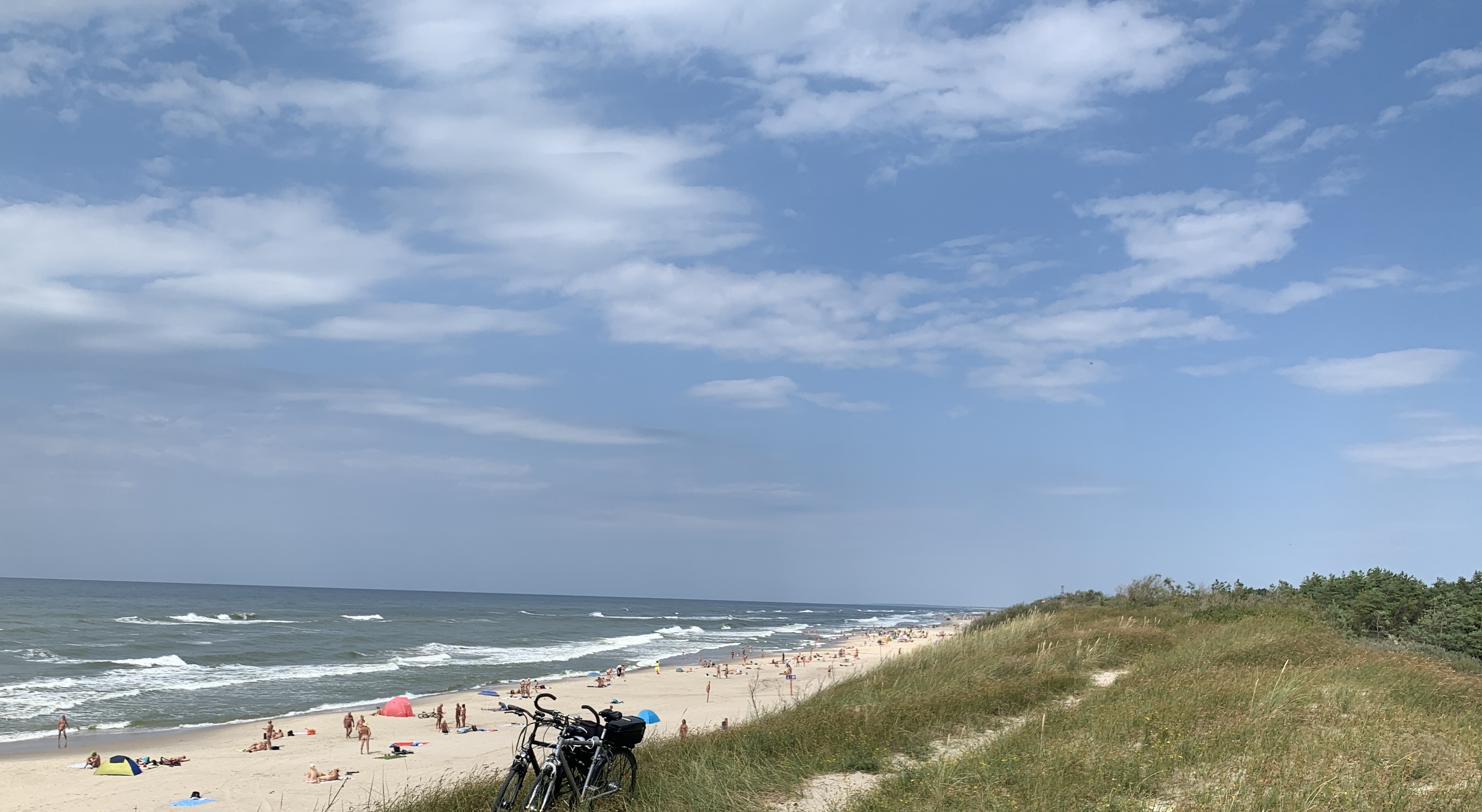
Plage naturiste à Nida, en Lituanie

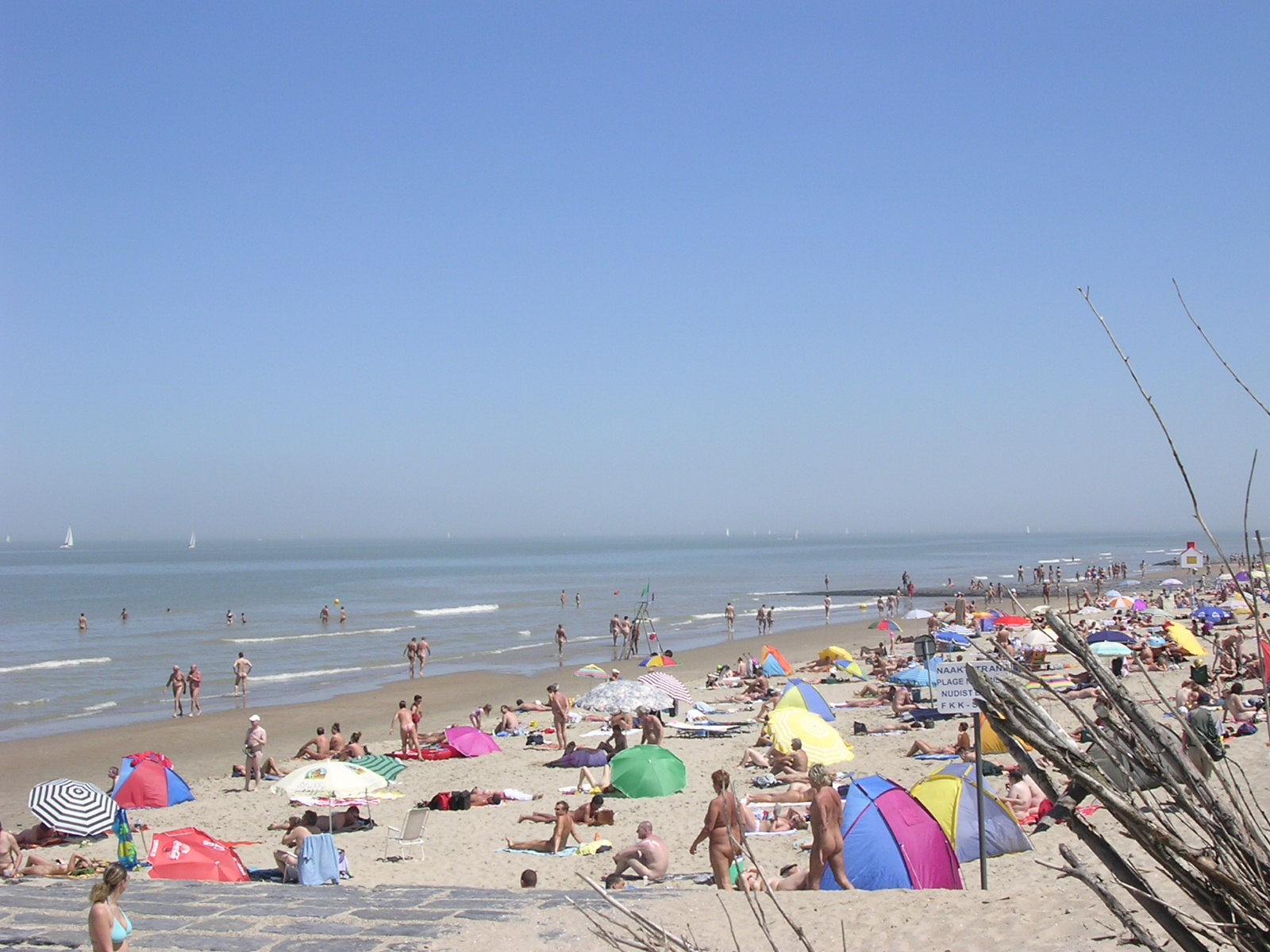
Plage naturiste de Bredene en Belgique

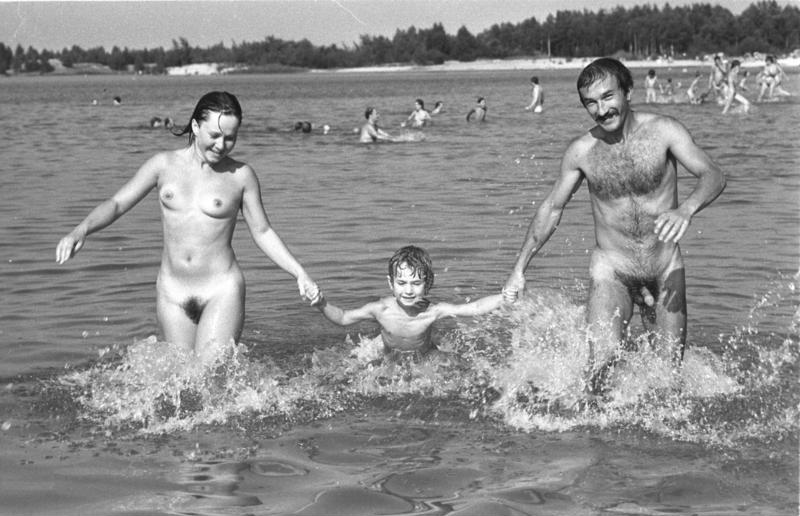
Une famille naturiste (Plage naturiste sur le lac de Senftenberg dans les années 1980.)

En Europe de nombreuses communes ou autorités compétentes autorisent le naturisme sur les plages placées sous leur responsabilité. L'Europe compte plus de 500 destinations naturistes accueillant les vacanciers.
L'ensemble des pays de l'Union européenne propose ainsi des plages nudistes officielles à l'exception de la Grèce, de l’Irlande, de l'île de Malte et de la Pologne.

#### En Espagne
Le ministère de l'Agriculture et de l'Environnement liste plus de 240 plages nudistes officielles réparties sur l'ensemble de ses côtes méditerranéennes et atlantiques. L'Espagne, tout comme la Croatie, est un des deux pays possédant le plus de plages naturistes sur la rive nord de la Méditerranée. La grande majorité des communes du littoral méditerranéen dispose d'ailleurs d'une plage naturiste. Toutefois, en 2016, « une loi de l’administration de la municipalité de Cadix [interdit] la pratique du nudisme sur les plages à l’intérieur des limites de la ville historique », la décision de la municipalité est confirmée par la Cour suprême espagnole.

#### En France

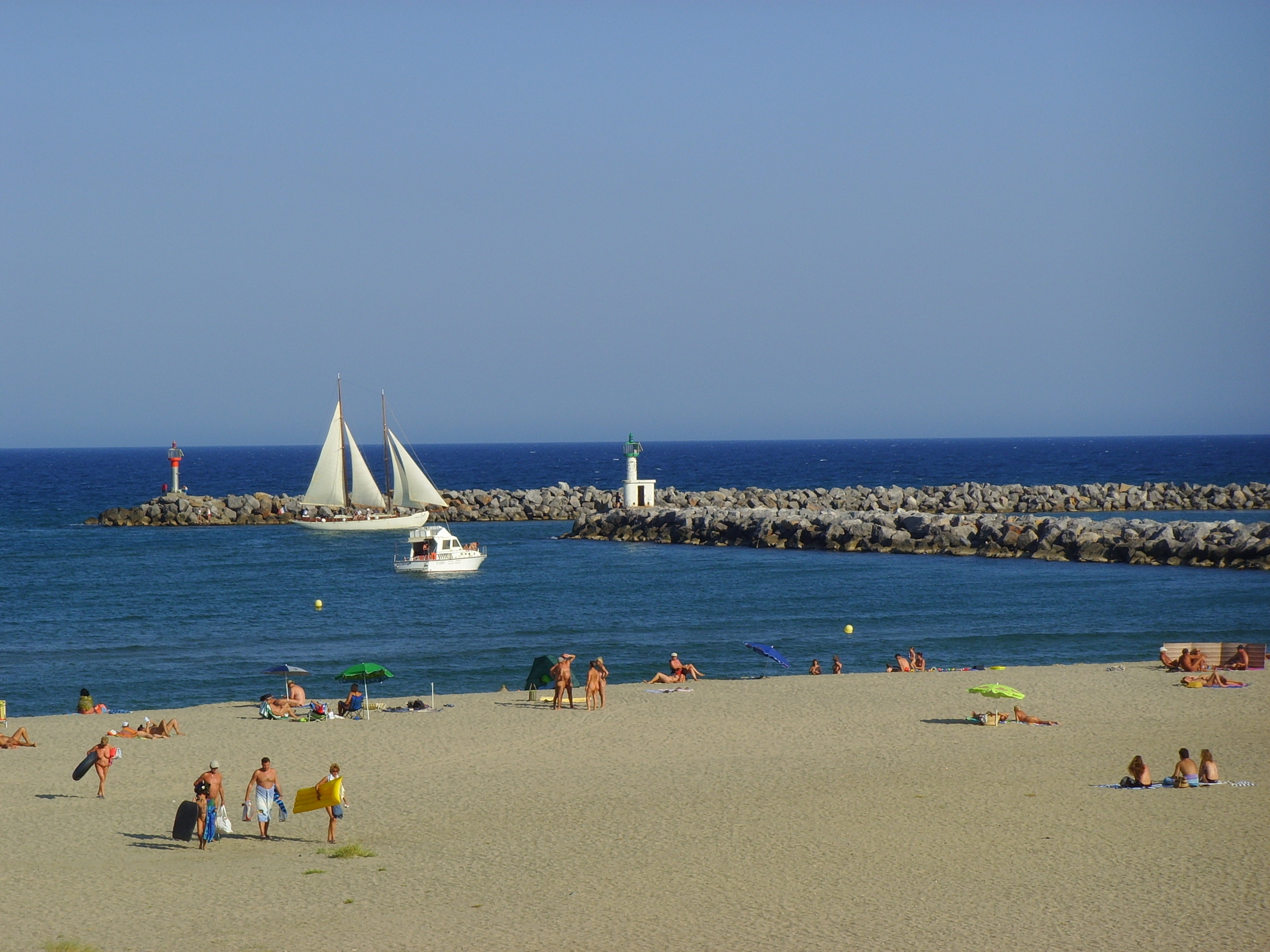
Plage du village naturiste de Port-Leucate.

La Fédération française de naturisme (FFN) annonçait pour la période des années 1970 l'existence de neuf plages en France, pour lesquelles existe un « arrêté municipal autorisant la nudité et seize où le naturisme est toléré. » En l'an 2000, on en compte environ 220.
En 2015, l'Agence de développement touristique de la France donne le chiffre de « 116 plages sur lesquelles le nudisme est toléré et encadré ».

## Critiques
Les personnes qui pratiquent le naturisme apprécient cette sensation de bien-être retrouvé, dans leur tenue de naissance, en la partageant avec les femmes, les enfants et les hommes qui les entourent. Cette nudité favoriserait le respect de soi, des autres et de la nature.
Certaines plages non officielles font l'objet d'une cohabitation parfois difficile avec les plagistes « classiques ».
Quelques plages sont « squattées » par des personnes ayant des comportements illégaux ; si nécessaire les naturistes font intervenir les autorités policières.
Il arrive que des décisions municipales interdisant la nudité soient adoptées par les autorités, à la suite de pratiques parfois illégales.

## Dans la culture populaire

### Au cinéma
- 2008 : La Fonte des neiges court-métrage de Jean-Julien Chervier (Arte) 30 min. Un adolescent mal dans sa peau ne supporte pas le camping naturiste où l'a entraîné sa mère pour les vacances. Tout va changer avec la rencontre d'une jeune fille vivant le naturisme dans la joie (Géraldine Martineau).
- 2006 : Camping. Chaque année, les vacanciers du camping traditionnel organisent une rencontre de volley-ball avec les vacanciers du camping naturiste.
- 1964 : Le Gendarme de Saint-Tropez, film français réalisé par Jean Girault, sorti en 1964.

### Dans la BD
- Philippe Tome (scénario), Christian Darasse (dessins), Les Minoukinis, bande dessinée en 2 tomes.